# Monoxia pallida
Monoxia pallida är en skalbaggsart som beskrevs av Blake 1939. Monoxia pallida ingår i släktet Monoxia och familjen bladbaggar. Inga underarter finns listade i Catalogue of Life.